# North Hollywood (Los Angeles)
Cet article concerne un quartier de Los Angeles. Pour la station de métro, voir North Hollywood (métro de Los Angeles).
Pour les articles homonymes, voir NoHo et Hollywood (homonymie).
North Hollywood est un quartier de la ville de Los Angeles en Californie situé dans la vallée de San Fernando.